# Кубок Норвегії з футболу 2006
Кубок Норвегії з футболу 2006 — 101-й розіграш кубкового футбольного турніру в Норвегії. Титул здобув клуб Фредрікстад.

## Календар
| Раунд        | Дата               | Матчі | Клуби    |
| ------------ | ------------------ | ----- | -------- |
| Перший раунд | 10-11 травня 2006  | 64    | 128 → 64 |
| 1/32 фіналу  | 7-8 червня 2006    | 32    | 64 → 32  |
| 1/16 фіналу  | 5-12 липня 2006    | 16    | 32 → 16  |
| 1/8 фіналу   | 19-20 липня 2006   | 8     | 16 → 8   |
| 1/4 фіналу   | 19-20 серпня 2006  | 4     | 8 → 4    |
| 1/2 фіналу   | 20-21 вересня 2006 | 2     | 4 → 2    |
| Фінал        | 12 листопада 2006  | 1     | 2 → 1    |

## 1/16 фіналу
| Команда 1             | Рахунок      | Команда 2          |
| --------------------- | ------------ | ------------------ |
| 5 липня 2006          |              |                    |
| Фолло (2)             | 3:2 дч       | Молде              |
| Люн                   | 4:2          | Порс Гренланд (2)  |
| Гам-Кам               | 3:1          | Мосс (2)           |
| Генефосс (2)          | 1:2          | Волеренга          |
| Конгсвінгер (2)       | 2:3          | Фредрікстад        |
| Русенборг             | 2:1 дч       | Рауфосс (3)        |
| Бранн                 | 3:1          | Левангер (3)       |
| Мандалскамератене (3) | 4:1          | Одд Гренланн       |
| Вікінг                | 4:0          | Манглеруд Стар (2) |
| Лев-Гам (2)           | 1:2          | Олесунн (2)        |
| Гардстад (3)          | 1:5          | Ліллестрем         |
| 6 липня 2006          |              |                    |
| Гаугесун (2)          | 1:1 пен. 5:6 | Старт              |
| Буде-Глімт (2)        | 4:2 дч       | Тромсе             |
| 12 липня 2006         |              |                    |
| Стабек                | 2:2 пен. 3:4 | Согндал (2)        |
| Саннефіорд            | 3:2          | Скейд (3)          |
| Брюне (2)             | 3:1          | Стремсгодсет (2)   |

## 1/8 фіналу
| Команда 1     | Рахунок      | Команда 2             |
| ------------- | ------------ | --------------------- |
| 19 липня 2006 |              |                       |
| Согндал (2)   | 1:2 дч       | Фолло (2)             |
| Ліллестрем    | 2:1          | Люн                   |
| Гам-Кам       | 2:3          | Саннефіорд            |
| Русенборг     | 1:0          | Мандалскамератене (3) |
| Волеренга     | 2:1          | Олесунн (2)           |
| Фредрікстад   | 2:2 пен. 4:2 | Брюне (2)             |
| 20 липня 2006 |              |                       |
| Старт         | 3:1          | Бранн                 |
| Вікінг        | 5:0          | Буде-Глімт (2)        |

## 1/4 фіналу
| Команда 1      | Рахунок | Команда 2   |
| -------------- | ------- | ----------- |
| 19 серпня 2006 |         |             |
| Старт          | 3:2 дч  | Ліллестрем  |
| Волеренга      | 0:3     | Фредрікстад |
| 20 серпня 2006 |         |             |
| Фолло (2)      | 0:1     | Саннефіорд  |
| Вікінг         | 1:3     | Русенборг   |

## 1/2 фіналу
| Команда 1       | Рахунок | Команда 2  |
| --------------- | ------- | ---------- |
| 20 вересня 2006 |         |            |
| Фредрікстад     | 3:2 дч  | Старт      |
| 21 вересня 2006 |         |            |
| Русенборг       | 2:5     | Саннефіорд |

## Фінал
| 12 листопада 2006 |

| Фредрікстад                | 3:0      | Саннефіорд |
| -------------------------- | -------- | ---------- |
| Рамберг 5' Пійроя 37', 43' | Протокол |            |

| Уллевол, Осло Глядачів: 25 102 Арбітр: Том Хеннінг Евребе |